# نغابي
يُعتبر شعب النغابي من السكان الأصليين داخل أراضي بنما الحالية وكوستاريكا في أمريكا الوسطى. يعيش النغابي غالبًا داخل كوماركا نغابي بوغلي في أقاليم فيراغواس وشيريكي وبوكاس ديل تورو في غرب بنما. يوجدون أيضًا في خمسة مناطق للسكان الأصليين في جنوب غرب كوستاريكا، تبلغ مساحتها 23600 هكتار: كوتو بروس، وأبروجوس مونتيزوما، وكونتي بوريكا، وألتوس دي سان أنتونيو، وغويمي دي أوسا. تراوح عدد الناطقين بلغة نغوبيري في أوائل القرن الحادي والعشرين بين 200000 و250000 نسمة.
يُعتَبر اسم غويمي اسمًا قديمًا، اشتقه المستعمرون الإسبان من المصطلح البوغليري لهذا الشعب (غويميري). غالبًا ما تنطق الصحف المحلية وغيرها من وسائل الإعلام كلمة نغابي على أنها نغوبي (Ngobe) أو نغوبي (Ngöbe) بسبب عدم احتواء اللغة الإسبانية على الصوت الذي يمثله حرف (ä)، وهو صوت خلفي مفتوح مدور من حرف (a)، أعلى قليلاً من (aw) بالإنجليزية في الكلمة (saw). يسمع الناطقون بالاسبانية (ä) إما (o) أو (a). تأتي كلمة نغابي بمعنى «الناس» بلغتهم الأم النغوبيرية. هاجر العديد من شعب النغابي إلى كوستاريكا بحثًا عن عمل في مزارع القهوة. تعتبر اللغتان النغوبيرية والبولغيرية لغتين متميزتين في عائلة اللغات الشيبشانية.

## نبذة تاريخية
امتدت أراضي النغابي في الأصل من المحيط الهادئ إلى البحر الكاريبي، على الرغم من عدم وجود إمبراطورية أو «أرض نغابية» خاصة. عاش معظم شعب النغابي في قرى مشتتة، أدارها زعماء وعائلات ذات نفوذ. احتلّ عدد قليل من النغابي -إن وجدوا- المنطقة الجبلية التي يعيشون فيها الآن. انسحبوا إلى تلك المنطقة تحت ضغط المستعمرين الإسبان وتنامي المناطق المنخفضة.
احتك كريستوفر كولومبوس ورجاله مع النغابي في عام 1502، فيما يعرف اليوم باسم محافظة بوكاس ديل تورو في شمال غرب بنما. دُحِر كولومبوس من قبل أحد زعماء النغابي الذي عُرف باسم أو بلقب كويبيان. منذ ذلك الاحتكاك، أجبَر كل من الغزاة الإسبان ومربو الماشية اللاتينيون وتطوير مزارع الموز الكبيرة شعبَ النغابي على الانسحاب باتجاه المناطق الجبلية غير المرغوبة في الغرب. لم يعرف الكثير من النغابي طعم الهزيمة في المعارك، بمن فيهم الزعيم المشهور أوراكا، أحد القادة الأهليين، الذي وحّد في القرن السادس عشر صفوف المجتمعات المتجاورة في كفاحٍ دام أكثر من سبع سنوات ضد الغزاة. بدأ الناجون في ضواحي هذه المنطقة بالتزاوج ببطء مع اللاتينيين وأصبحوا جزءًا ممّا يُطلق عليه اليوم اسم الفلاحين الريفيين، أو البنميين الريفيين ذوي الجذور الأصلية.
حاولت حكومة أومار توريخوس في أوائل سبعينيات القرن العشرين تشجيع شعب النغابي على تشكيل مجتمعات أكثر تراصًّا من خلال بناء الطرق والمدارس والعيادات والبنى التحتية الأخرى في نقاط محددة فيما يُعرَف اليوم باسم كوماركا نغابي بوغلي. كان هذا بمثابة تغيير اجتماعي في نمط الحياة، إذ تقاربت القرى المشتتة سابقًا والوحدات العائلية وشكّلت مجتمعات أكبر.
في عام 1997، بعد سنوات من الصراع مع الحكومة البنمية، مُنح شعب النغابي أحد مناطق الكوماركا، أو منطقة متمتعة بحكم شبه ذاتي. تعيش الأغلبية الآن ضمن حدود هذه المنطقة.
عثر الإسبان على ثلاث قبائل غويمية مختلفة في غرب بنما اليوم؛ سمّيت كل منها باسم زعيمها وتحدث كل منها بلغة مختلفة. عُرِف هؤلاء الزعماء بأسماء مثل ناتا في مقاطعة كوكلي، وباريتا في شبه جزيرة أزيرو، والزعيم الأعظم أوراكا، فيما يُعرف اليوم باسم مقاطعة فيراغواس.

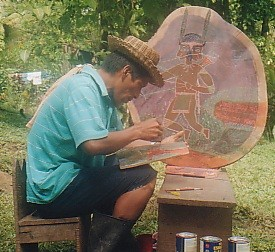
رجل غوايمي يرسم تقليديًا

اشتهر أوراكا بهزيمة الإسبان مرة تلو الأخرى. أجبر أوراكا دييغو دي ألبيتز، أحد القباطنة الإسبان، على توقيع معاهدة سلام في عام 1522. تعرّض أوراكا للخيانة وأُرسِل مكبلًا بالسلاسل إلى بلدة نومبر دي ديوس على ساحل المحيط الأطلسي. وفقًا للمؤرخ بارتولومي دي لاس كاساس، هرب أوراكا وشقّ طريقه عائدًا إلى الجبال، متعهداً بمحاربة الإسبان حتى الموت. أوفى الزعيم بوعده. كان أوراكا مهيبًا جدًا لدرجة دفعت الإسبان إلى تجنب الدخول في معارك مع قواته. توفي أوراكا رجلًا حرًا في 1531.
عاش شعب النغابي في مجموعتين كبيرتين: تلك الموجودة في الأراضي المنخفضة على طول ساحل المحيط الأطلسي، وتلك التي سكنت في الغابات الاستوائية في مرتفعات فيراغواس وتشيريكي. لم يستسلموا أبدًا وحاربوا حتى انهيار الإمبراطورية الإسبانية في القرن التاسع عشر. بقي شعب النغابي في الجبال في فترة انفصال بنما عن إسبانيا وانضمامها إلى كولومبيا في أوائل القرن التاسع عشر. اندمج بعضهم ببطء في القرن الحادي والعشرين ضمن المجتمع الحديث.

## الحكومة
انتظم شعب النغابي تقليديًّا في ملايين المزارع أو عاشوا حياةً بدوية في وحدات عائلية. أديرت المشيخة من خلال زعيم، الذي امتلك مساعدًا في كثير من الأحيان، أو كابرا، ومجلسًا من المستشارين.
في عام 2012، تبنّى النغابي نظامًا يهدف إلى دمج حكومتهم التقليدية مع النظام البنمي الحديث. امتلك النغابي في هذا السياق سلطات إدارية رسمية وسلطات تقليدية. تشمل السلطات الإدارية: محافظ ونائب محافظ، وعمدة لكل مقاطعة من المقاطعات السبع، وممثلين عن كل محافظة داخل هذه المقاطعات. ويُنتخب هؤلاء من قبل الشعب. (أو تعينهم الحكومة الوطنية)
تشمل السلطات التقليدية الكونغرس، فيقوده رئيس عام للكونغرس وثلاثة رؤساء إقليميين للكونغرس. يعمل الكونغرس بالتعاون مع رئيس عام وثلاثة رؤساء إقليميين (المستوى الإقليمي) وسبعة رؤساء محليين (مستوى المقاطعة). يعبّر الزعيم في الغالب عن صوت الشعب، لكن يمكنه أن يتمتع بسلطة كبيرة ومؤثرة عبر هذا المنصب.
- الأقاليم الثلاثة: نو كريبو، كادريري، نيدريني.
- المقاطعات السبع: بيسيكو، جيرونداي، كانكينتو، كوسابين، ميرونو، مونا، نول دويما، نوروم، سانتا كاتالينا أو كالوفيبورا (بليديشيا).[4]

## الأرض
تتربع كوماركا نغابي بوغلي على مساحة 2500 ميل مربع تقريبًا، وتشمل مناطق من محافظات بنما الثلاثة الواقعة في أقصى الغرب: بوكاس ديل تورو، وشريكي، وفيراغواس. يتراوح الارتفاع من حوالي 350 قدمًا فوق مستوى سطح البحر إلى أكثر من 7000 قدم في الجبال الوسطى، لكن يصلح فقط نصف هذه الأراضي للزراعة.
حصل عدد قليل من شعب النغابي على الكهرباء الشمسية (من خلال مشروع كهربة)، بالإضافة إلى خدمة الهاتف الخليوي. ما زال معظمهم يعيش دون مستوى خط الفقر، مفتقرين للتكنولوجيا الحديثة. يُعتَبر بناء الطرق وتشييد البنى التحتية الجديدة في محميات النغابي أمرًا مكلفًا وصعبًا على الحكومة بسبب الجغرافيا الوعرة. يختار بعض النغابي نمطًا حياتيًّا معزولًا عن المجتمعات الحديثة.

## الاقتصاد
عمل معظم شعب النغابي في أوائل القرن الحادي والعشرين مزارعين كفافيين وعمال زراعيين. تتمثل المحاصيل الرئيسية على منحدرات المحيط الهادئ في الأرز والذرة واليكة، والأوتوي، واليام، وعدة أنواع من البقول. يُحافَظ على إنتاج حيواني صغير النطاق من الدجاج والخنازير. تُستَكمل هذه الثروة الحيوانية في المرتفعات العليا، بالصيد (حيث سمح بذلك). يعتبر الموز الأخضر المحصول الرئيس لشعب النغابي على منحدرات المحيط الأطلسي.
يلجأ العديد من النغابي بهدف البقاء إلى العمل في الاقتصاد النقدي. فيقطفون القهوة ويعملون في مزارع كبيرة للماشية، وفي مزارع الموز لجني الأموال. يعمل بعض النغابي أيضًا في بيع القلادات المطرزة التقليدية على جانب الطرقات في بنما. تصنع نساء النغابي العديد من الحرف التقليدية، إما بهدف الاستخدام الشخصي أو الاستخدام العائلي، أو بهدف بيعها لكسب دخل إضافي. وتشمل هذه الحرف الحقائب المصنوعة يدويًا من ألياف نباتية تسمى كرا، وفساتين ملوّنة تسمى ناغوا، وأساور وقلائد مطرزة. يحيك الرجال القبعات باستخدام الألياف النباتية.
يعتمد الكثير من رجال النغابي المستقرون في المناطق الساحلية، مثل أولئك الذين يعيشون على جزر بوكاس ديل تورو أو بونتو فالينتي، على موارد المحيط لتوفير حاجيات عائلاتهم. يمارسون الصيد باستخدام الرمح ويغوصون في المحيط بحثًا عن الكركند لاصطياده. يستهلكون ويبيعون ما يصطادونه، حسب ظروفهم حينها.

## وصلات خارجية
- مكتبة الكونغرس – غوايمي
- Ngobe Bugle